# Pilosella alpicola
La pelosella delle Alpi (nome scientifico  Pilosella alpicola  F.W. Schultz e Sch.Bip., 1862) è una specie di pianta angiosperma dicotiledone della famiglia delle Asteraceae.  SPECIE  è anche l'unica "specie principale" italiana appartenente alla sezione Pilosella sect. Alpicolinae  (Nägeli e Peter) Szelag.

## Etimologia
Il nome del genere (Pilosella) deriva dal latino "pilosus" (significa "peloso") e si riferisce all'aspetto piuttosto pubescente di queste piante. L'epiteto specifico (alpicola) indica una pianta con habita in alta montagna, prediligendo regioni alpine.
Il nome scientifico della specie è stato definito dai botanici Friedrich Wilhelm Schultz (1804-1876) e Carl Heinrich Schultz (1805-1867) nella pubblicazione " Flora; oder, (allgemeine) botanische Zeitung. Regensburg, Jena" (Flora 45(27): 426) del 1862. Il nome scientifico della sezione è stato definito dai botanici Carl Wilhelm von Nägeli (1817-1891), Peter H. Peeters e Zbigniew Szeląg.

## Descrizione
Habitus. La forma biologica per le piante di questa voce è emicriptofita rosulata (H ros), ossia in generale sono piante erbacee, a ciclo biologico perenne, con gemme svernanti al livello del suolo e protette dalla lettiera o dalla neve e hanno le foglie disposte a formare una rosetta basale. Tutte le specie di questo gruppo sono provviste di latice e possono essere presenti peli ramificati (i vasi latticiferi sono anastomizzati).
Fusto. I fusti, in genere eretti e ascendenti, sono di solito solitari, mediamente ramificati e fillopodi. Le radici in genere sono di tipo fittonante. Gli stoloni sono assenti, oppure si presentano solamente come rosette sessili. I fusti sono alti 15 – 25 cm.
Foglie. È presente una sola foglia caulina e alcune foglie basali (7 - 10) con disposizione alterna. La foglia caulina è lunga 2 – 3 cm con forme lanceolato-lineari. Quelle basali hanno delle forme da lineari-spatolate fino a strettamente lanceolato-obovate con apici da ottusi a acuti; sono lunghe 4 – 7 cm; la consistenza è molle e sono colorate da verde-giallastro fino a verde-glauco.
Infiorescenza. Le sinflorescenze, di tipo forcato, sono composte da uno-due capolini. L'acladio è di 1 – 3 cm. L'infiorescenza vera e propria è composta da un capolino terminale e peduncolato sotteso da una o due brattee squamiformi. I capolini, solamente di tipo ligulifloro, sono formati da un involucro composto da diverse brattee (o squame) all'interno delle quali un ricettacolo fa da base ai fiori ligulati. L'involucro ha una forma più o meno semisferica ed è formato da diverse brattee verdi (o verdi-nerastre). Il ricettacolo, alla base dei fiori, è nudo (senza pagliette), con alveoli brevemente dentati al margine. Dimensione dell'involucro: 8 – 9 mm
Fiori. I fiori, tutti ligulati, sono tetra-ciclici (ossia sono presenti 4 verticilli: calice – corolla – androceo – gineceo) e pentameri (ogni verticillo ha in genere 5 elementi). I fiori sono ermafroditi, fertili e zigomorfi.
- Formula fiorale:

*/x K {\displaystyle \infty }, [C (5), A (5)], G 2 (infero), achenio
- Calice: i sepali del calice sono ridotti ad una coroncina di squame.
- Corolla: le corolle sono formate da un tubo e da una ligula terminante con 5 denti; il colore è giallo (le ligule non sono striate).
- Androceo: gli stami sono 5 con filamenti liberi e distinti, mentre le antere sono saldate in un manicotto (o tubo) circondante lo stilo.[14] Le antere sono codate e allungate con una appendice apicale acuta; i filamenti sono lisci. Il polline è tricolporato.[15]
- Gineceo: lo stilo è lungo, filiforme e peloso sul lato inferiore. Gli stigmi dello stilo sono due divergenti e ricurvi con la superficie stigmatica posizionata internamente (vicino alla base).[16] L'ovario è infero uniloculare formato da 2 carpelli.
- Antesi: da giugno ad agosto.

Frutti. I frutti sono degli acheni con pappo. Gli acheni, colorati di bruno-nerastro, hanno una forma da oblunga a obovoide-obconica con apice troncato e privi di becco (non sono compressi); in alcuni casi gli acheni sono provvisti di coste longitudinali. Il pappo si compone di peli semplici grigiastri, scabri o barbati (non piumosi). Raramente il pappo è assente. Dimensione degli acheni: 2 mm.

## Biologia
Impollinazione: l'impollinazione avviene tramite insetti (impollinazione entomogama tramite farfalle diurne e notturne).

Riproduzione: la fecondazione avviene fondamentalmente tramite l'impollinazione dei fiori (vedi sopra).

Dispersione: i semi (gli acheni) cadendo a terra sono successivamente dispersi soprattutto da insetti tipo formiche (disseminazione mirmecoria). In questo tipo di piante avviene anche un altro tipo di dispersione: zoocoria. Infatti gli uncini delle brattee dell'involucro (se presenti) si agganciano ai peli degli animali di passaggio disperdendo così anche su lunghe distanze i semi della pianta.

## Distribuzione e habitat

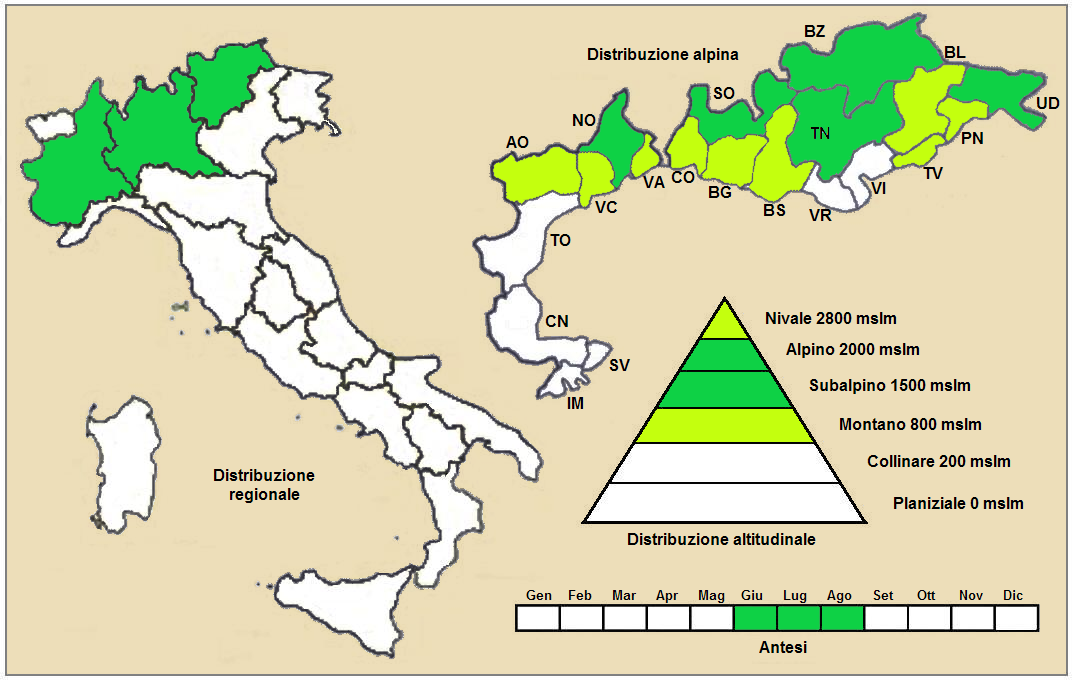
Distribuzione della pianta (Distribuzione regionale – Distribuzione alpina)

Geoelemento: il tipo corologico (area di origine) è Orofita Alpico / Sud Est Europeo.
Distribuzione: in Italia questa specie si trova raramente nelle Alpi. Fuori dall'Italia, sempre nelle Alpi, questa specie si trova in Svizzera. Sugli altri rilievi collegati alle Alpi è presente nelle Alpi Dinariche, Monti Balcani e Carpazi.
Habitat: l'habitat preferito per queste piante sono i pendii pietrosi. Il substrato preferito è siliceo ma anche calcareo/siliceo con pH acidi, bassi valori nutrizionali del terreno che deve essere mediamente umido.
Distribuzione altitudinale: sui rilievi alpini, in Italia, queste piante si possono trovare tra 1.900 e 2.600 m s.l.m.; nelle Alpi frequentano quindi i seguenti piani vegetazionali: subalpino e alpino e in parte nivale e montano.

### Fitosociologia
Dal punto di vista fitosociologico alpino Pilosella alpicola appartiene alla seguente comunità vegetale:
Formazione: delle comunità delle praterie rase dei piani subalpino e alpino con dominanza di emicriptofite
Classe: Juncetea trifidi.

## Tassonomia
La famiglia di appartenenza di questa voce (Asteraceae o Compositae, nomen conservandum) probabilmente originaria del Sud America, è la più numerosa del mondo vegetale, comprende oltre 23.000 specie distribuite su 1.535 generi, oppure 22.750 specie e 1.530 generi secondo altre fonti (una delle checklist più aggiornata elenca fino a 1.679 generi). La famiglia attualmente (2021) è divisa in 16 sottofamiglie.

### Filogenesi
Il genere di questa voce appartiene alla sottotribù Hieraciinae della tribù Cichorieae (unica tribù della sottofamiglia Cichorioideae). In base ai dati filogenetici la sottofamiglia Cichorioideae è il terz'ultimo gruppo che si è separato dal nucleo delle Asteraceae (gli ultimi due sono Corymbioideae e Asteroideae). La sottotribù Hieraciinae fa parte del "quinto" clade della tribù; in questo clade è posizionata alla base ed è "sorella" al resto del gruppo comprendente, tra le altre, le sottotribù Microseridinae e Cichoriinae. Il genere Pilosella (insieme al genere Hieracium) costituisce il nucleo principale della sottotribù Hieraciinae e formano (insieme ad altri generi minori) un "gruppo fratello" posizionato nel "core" delle Hieraciinae.
Classificazione del genere. Il genere Pilosella è un genere di difficile classificazione in quanto molte specie tendono ad ibridarsi e molto spesso tra una specie e un'altra è presente un "continuam" di caratteri e quindi sono difficilmente separabili. Qui in particolare viene seguita la suddivisione in sezioni del materiale botanico così come sono elencate nell'ultima versione della "Flora d'Italia".
La specie di questa voce è descritta all'interno della IV sezione Pilosella sect. Alpicolinae, i cui caratteri principali sono:
- lo scapo è ramificato:
- le foglie (poche e lunghe da 10 a 20 cm) sono verdi su entrambe le facce;
- le sinflorescenze hanno pochi capolini (da 2 a 7 - a volte uno solo).

La specie  P. alpicola  è inoltre individuata dai seguenti caratteri:
- le foglie sono ricoperte da peli sia stellati che ghiandolari;
- l'involucro ha moltissimi peli semplici (è ricoperto come una pelliccia); alla base sono simili a baffi;

L'indumentum è uno degli elementi più importanti per distinguere le varie specie. P. alpicola  è caratterizzato dalla seguente pubescenza:
| Tipo peli        | Caule                                                                              | Foglie | Peduncoli dei capolini                                     | Brattee involucrali |
| ---------------- | ---------------------------------------------------------------------------------- | --- | ---------------------------------------------------------- | --- |
| Peli semplici    | Da sparsi a densi, lunghi 3 – 6 mm, subrigidi e neri in basso e biancastri altrove | Da sparsi a densi (pagina superiore), densi sui margini e nervature, lunghi 2 – 4 mm, bianchi, molli o subrigidi | Densi, lunghi 4 – 6 mm, neri in basso e biancastri altrove | Molto abbondanti (quasi una pelliccia), in basso a forma di baffi, lunghi 4 – 6 mm, molli, neri in basso e biancastri altrove |
| Peli ghiandolari | Da solitari a sparsi                                                               | Sparsi al margine e nervature dorsali                                                                            | Da sparsi a densi                                          | Da sparsi a densi |
| Peli stellati    | Da sparsi a densi                                                                  | Sparsi nella pagina superiore, densi in quella inferiore                                                         | Densi                                                      | Densi |

Il numero cromosomico di  P. alpicola è: 2n = 18, 27 e 36.

### Sinonimi
La specie di questa voce, in altri testi, può essere chiamato con nomi diversi. L'elenco che segue indica alcuni tra i sinonimi più frequenti:
- Hieracium alpicola Schleich. ex Hoppe
- Hieracium rouyanum  F.O.Wolf
- Pilosella alpicola subsp. furcotae  (Degen & Zahn) Soják